# Symfonie nr. 4 (Norgård)
Per Nørgård componeerde zijn Symfonie nr. 4 gedurende de jaren 1980 en 1981.

## Geschiedenis
De componist bevond zich in die jaren (en daaromheen) onder de invloed van Adolf Wölfli. Wölfli (1865-1930) verbleef grote delen van zijn leven in een psychiatrisch ziekenhuis vanwege schizofrenie. Die opnamen moeten wel gezien worden in het kader van het begrip en de diagnose van schizofrenie in die tijd. Wölfli probeerde zijn ziekte onder controle te houden door zich permanent bezig te houden met kunst. Het maakte daarbij niet uit of hij enige connectie had met die kunst. Hij schilderde, schreef fantasie- en gewone verhalen en heeft zelfs geprobeerd zijn Musikbüchlein (muziekboekje) te componeren. Die (delen van) composities kwamen terecht in schilderijen. Hij gebruikte daarbij notenbalken van 6 lijnen (normaal 5). Het totale werk zou uiteindelijk Indischer Roosen-Gaarten und Chineesischer Hexensee moeten heten, maar werd nooit voltooid.
Nørgård wijdde al een opera (Het Goddelijke Circus) aan de Zwitserse kunstenaar. Ook andere composities uit die tijd kwamen tot stand onder inspiratie van Wölffi, met name zijn derde en vijfde symfonie. De eerste uitvoering van nummer 4 vond plaats in 1981 door de opdrachtgever, het Sinfonieorchester des Norddeutschen Rundfunks onder leiding van Christobal Halffter

## Muziek
De symfonie, die de subtitel Indische Rosengarten und Chinesischer Hexen-see, Homage a Wölfli heeft meegekregen, bestaat uit twee logisch getitelde delen:
1. Indischer Rosengarten (Indisch rosarium) (circa 15 minuten)
2. Chinesischer Hexen-see (Chinese heksenzee) (circa 13 minuten).

De muziek van Nørgård is in deze symfonie tweeledig. Het eerste deel is vrij rustig en bestaat uit allerlei korte motiefjes die niet tot volledige ontwikkeling komen en elkaar snel opvolgen. Een lange melodielijn, een vast ritme en vaste instrumentale inkleuring ontbreken. De piano start het idyllische deel van de symfonie. Het tweede deel, de catastrofe, begint dynamischer, maar valt uiteindelijk terug in het patroon van deel 1. De muziek wordt hier vaak onderbroken door een zacht gespeelde vioolsolo. Wat beide delen (onder andere) bindt, zijn de constant dalende notenlijnen. Men start een motief en verder gaat het dan een aantal seconden neerwaarts. Het slot van de symfonie is daarop geen uitzondering. De viool zet in en geeft een op meerdere snaren dalende notenreeks via microtonen weer, wat een dissonant fragment laat horen (niet elke partij daalt hetzelfde interval op hetzelfde tijdstip). Uiteindelijk komt het orkest uit op de grondtoon (die er eigenlijk dus niet is). De strijkers houden deze noot matenlang aan. De symfonie sluit af met de roep van de roodborst, deze roep komt ook al in het eerste deel voorbij. Er is geen natuurlijk klinkende slotnoot of -akkoord, de symfonie houdt abrupt op. Een open eind.

## Orkestratie
- 3 dwarsfluiten, 2 hobo's, 2 klarinetten, 2 fagotten;
- 4 hoorns, 3 trompetten, 3 trombones, 1 tuba
- 5 man / vrouw percussie, harp, piano
- violen, altviolen, celli en contrabassen.

## Discografie
- Chandos: Deens Radio Symfonieorkest o.l.v. Leif Segerstam, opname september 1993.
- Point: Arhus Symfonie Orkest o.l.v. Jorma Panula.

## bron
- de Chandos compact disc
- Edition Wilhelm Hansen voor orkestratie en uitleg
- Aanvullende info met analyse